# ماري تشيرش تيريل
ماري تشيرش تيريل (من مواليد 23 سبتمبر 1863 - 24 يوليو 1954) واحدة من أولى النساء الأميركيات الأفارقة اللاتي حصلن على شهادة جامعية واشتُهرت بكونها ناشطة وطنية للدفاع عن الحقوق المدنية وحق الاقتراع للمرأة. درَّست في قسم اللغة اللاتينية في مدرسة إم ستريت (المعروفة الآن باسم مدرسة بول لورانس دانبار الثانوية) ـوهي أوَّل مدرسة ثانوية عامة أمريكية أفريقية في البلاد- في واشنطن العاصمة. في عام 1896، كانت أول امرأة أمريكية أفريقية في الولايات المتحدة ليتم تعيينها في مجلس إدارة المدرسة لمدينة كبرى، واستمرت في شغل هذا المنصب  في مقاطعة كولومبيا حتى عام 1906. كانت تيريل عضوًا في الجمعية الوطنية للنهوض بالملونين (عام 1909) ورابطة المرأة الملونة في واشنطن (عام 1894). وقد ساعدت أيضًا في تأسيس الجمعية الوطنية للمرأة الملونة (عام 1896) التي شغلت فيها منصب الرئيس، كما كانت عضوًا مؤسسًا للرابطة الوطنية للنساء الجامعيات (عام 1910).

## النشاطات

### رابطة النساء الملونات والجمعية الوطنية للنهوض بالملونين
في عام 1892، قامت تيريل بالتعاون مع هيلين آبو كوك وإيدا بي بايلي وآنا جاي كوبر وشارلوت فورتن غريمكي وماري جاين بيترسون وإيفلين شو بتشكيل رابطة النساء الملونات في العاصمة واشنطن. تركزت أهداف هذه الرابطة على تعزيز الوحدة والتقدم الاجتماعي والاهتمام بالمصالح الفُضلى للمجتمع الأمريكي الأفريقي وبذلك انتُخبت كوك لمنصب الرئيس. ساعدت الرابطة أيضًا في رفع مستوى حياة النساء الملونات اللاتي تلقين تعليمهن خارج الكنيسة. وفي الوقت ذاته تقريبًا، احتشدت مجموعة من النساء الملونات في بوسطن، ماساشوستس تحت قيادة الناشطة النسوية جوزفين سانت بيير روفين تحت اسم اتحاد النساء الأميركيات الأفارقة الملونات. وبما أن كلتا المنظمتين كانت لهما طموحات وجماهير مماثلة، قررت تيريل وروفين الاشتراك والجمع بين جهودهما إلى جانب مئات المنظمات الأخرى للوصول إلى نطاق أوسع من النساء الملونات من بينهم العاملات والطالبات والناشطات في مطلع القرن العشرين. ومن هذا الاتحاد، تشكلت الجمعية الوطنية للمرأة الملونة، التي أصبحت أول منظمة وطنية علمانية تهدف لدعم النساء الملونات في أمريكا تحت شعار «ننهض عاليًا». تهدف هذه المنظمة إلى خلق التضامن بين النساء الملونات أثناء مكافحتهن التمييز العنصري. انتُخبت تيريل مرتين لمنصب الرئاسة، وبعد رفض إعادة انتخابها للمرة ثالثة، تم تعيين تيريل بمنصب الرئيس الفخري.
في عام 1896، أصبحت تيريل أول رئيس للجمعية الوطنية للمرأة الملونة التي تشكَّلت حديثًا، والتي قام أعضاؤها بإنشاء دور حضانة للأطفال الملونين. وفي العام ذاته، أسَّست تيريل أيضًا الجمعية الوطنية للطالبات الملونات، التي أصبحت فيما بعد الجمعية الوطنية لطالبات الجامعة الملونات. وقد وضعت الجامعة برنامجًا تدريبيًا وأنشأت روضة أطفال، قبل أن يتم إدراج هذه البرامج في المدارس العامة في العاصمة واشنطن.
في ظل إنجازات تيريل المتعددة، أدَّى نجاح مبادرات وبرامج الجامعة التعليمية إلى تعيين تيريل عضوًا في مجلس التعليم في مقاطعة كولومبيا في الفترة من 1895 حتى 1906، لتكون بذلك أول امرأة ملونة في الولايات المتّحدة تتولى مثل هذا المنصب.

### الكفاح من أجل المطالبة بحصول المرأة الملونة على حق الاقتراع
بكونها ناشطة نسوية أثناء دراستها في جامعة أوبارين، استمرت تيريل في العمل بلا كلل فيما يتعلق بمجريات الأحداث في الجمعية الوطنية الأمريكية للمطالبة بحق المرأة في الاقتراع. من خلال هذه الاجتماعات تعرَّفت على سوزان أنتوني، إذ وصفت تيريل هذه العلاقة في سيرتها الذاتية بأنها «صداقة ممتعة ومفيدة»، والتي استمرت حتى وفاة أنتوني في عام 1906. تعرّفت تيريل أيضًا على لوكريتا موت وإليزابيث كادي ستانتون في عام 1893، في الوقت ذاته تقريبًا. نشأ من ارتباط تيريل بهذه الجمعية الرغبة في إنشاء مجموعة رسمية منظمة بين النساء الملونات في أمريكا بهدف معالجة قضايا الإعدام الغوغائي وحرمان الملونين من حقوقهم وتطوير الإصلاح التعليمي. بكونها واحدة من النساء الأميركيات الأفريقيات القلائل اللاتي سُمح لهن بحضور اجتماعات الجمعية، تحدثت تيريل بشكل صريح عن المظالم والقضايا داخل المجتمع الأمريكي الأفريقي.
في 18 فبراير عام 1898، قدَّمت تيريل خطابًا بعنوان «تقدم المرأة الملونة» في دورة الجمعية الوطنية الأمريكية للمطالبة بحق المرأة في الاقتراع في واشنطن. كان هذا الخطاب بمثابة دعوة للعمل من أجل الكفاح دفاعًا عن حياة النساء الملونات. وقد لاقى هذا الخطاب استقبالًا كبيرًا من الجمعية ومنافذ الأخبار المعنية بالملونين، ما أدى في نهاية المطاف إلى دعوة تيريل إلى العودة لتولي منصب السفير غير الرسمي (ملون) للجمعية. وعلى الرغم من أن العديد من النساء الملونات كنًّ ناشطات في الكفاح من أجل حصول المرأة الأمريكية على حق الاقتراع، إلا أن الجمعية لم تسمح لهنَّ بإنشاء قسم خاص داخل المنظمة. استمرت تيريل بطرح مزيدًا من الخطابات والشعارات، على سبيل المثال، «في الاتحاد قوة» التي ناقشت من خلاله الحاجة إلى الوحدة بين النساء الملونات وأيضًا «ماذا يعني أن تكون ملونًا في عاصمة الولايات المتحدة» التي ناقشت من خلاله مسيرة كفاحها الشخصي الذي واجهته كامرأة أمريكية أفريقية في العاصمة واشنطن. كما خاطبت تيريل جمعية سينيكا فولز التاريخية عام 1908 وأشادت بعمل الناشطات النسويات اللاتي كافحن من أجل حقوق جميع الأعراق والأجناس الأساسية.
في خطابها تحت عنوان «امرأة ملوّنة في عالم أبيض» ذكرت تيريل كيف تمكنت من متابعة دراستها في جامعة أوبرلين نظرًا إلى عنصريتها الغامضة. في السنوات اللاحقة، كان من الجدير بالملاحظة أنها أدركت أن حركتها كامرأة أميركية أفريقية في العالم الأبيض كانت ضرورية لخلق روابط أقوى بين الأميركيين الأفارقة والأميركيين من ذوي البشرة البيضاء، الأمر الذي أدى بها إلى التحول إلى صوت نشط داخل الجمعية الوطنية الأميركية لأميركا اللاتينية ومنطقة البحر الكاريبي.
في عام 1913، نظمت الجمعية سباق قادت فيه تيريل نساء دلتا سيغما سيتا  في جامعة هوارد.
كونها ناشطة في الحزب الجمهوري، عُيّنت لمنصب رئيس الرابطة الجمهورية النسائية أثناء حملة وارن جي. هاردينغ الرئاسية التي جرت في عام 1920 والانتخابات الأولى التي من خلالها مُنحت النساء الأميركيات البيض الحق في الاقتراع. أقرَّت الولايات الجنوبية من عام 1890 حتى عام 1908 قوانين خاصة بتسجيل الناخبين والانتخابات التي حرمت الأميركيين الأفارقة من حقهم في الاقتراع. لم يتم إلغاء هذه القوانين بالكامل إلا بعد إقرار الكونغرس لقانون حق التصويت لعام 1965.

## الإرث والتشريفات
- 1933 – الاحتفال بالذكرى المئوية لجامعة أوبرلين: كُرِّمت تيريل من بين «أفضل 100 طالب متميز».[19]
- 1948 – مُنحِت تيريل شهادة الدكتوراه الفخرية في الآداب الإنسانية من جامعة أوبرلين.[20]
- 1954 – أشادت السيدة الأولى مامي ايزنهاور بذكرى تيريل في رسالة كتبتها في 1 أغسطس وكتبت فيها: «لأكثر من 60 عام، عملت المنظمة على تحسين الإنسانية إذ تركت تيريل سجلًا هامًا هناك بالفعل».[21]
- 1975 – صُنِّف منزل تيريل في ليدرويت بارك في واشنطن معلمًا تاريخيًا وطنيًا.
- سُميَّت مدرسة تيريل الابتدائية على شرفها لكن تم إغلاقها عام 2013.[22]
- 2002 – ضمَّ الأستاذ موليفي كيتي أسانتي اسم تيريل وأدرجه ضمن لائحة أعظم مائة أمريكي أفريقي.[23]
- 2009 – كانت تيريل من بين 12 فردًا من روّاد الحقوق المدنية الذين تم الاحتفال بهم في سلسلة طوابع بريدية في الولايات المتحدة.[24]
- سُميَّت مدرسة ابتدائية في مدينة جيرت في نيو أورلينز باسم تيريل تكريمًا لها بعد الضرر الهائل الذي تعرضت له المدرسة نتيجة إعصار كاترينا. أُغلِقَت المدرسة عام 2008 وهُدِمَت عام 2012.[25][26][27]

## روابط خارجية
- ماري تشيرش تيريل على موقع الموسوعة البريطانية (الإنجليزية)